# Centaurea debeauxii
Centaurea debeauxii Godr. & Gren, un híbrido fértil de C. nigra y C. jacea, es una planta herbácea perenne colonizadora de pastos y praderas naturales con una distribución en zonas templadas húmedas. Le favorecen las condiciones de sombra y humedad, puede formar densas extensiones, pudiendo llegar a desplazar especies nativas de prados en algunas regiones. Aparece como una maleza nociva en varios Estados occidentales de Estados Unidos, así como alguna provincia canadiense. En comunidades vegetales naturales y seminaturales, amenaza especies endémicas más raras como la flor áspera del maíz (Plagiobothrys hirtus).

## Descripción
C. debeauxii es una planta herbácea perenne erecta hasta 80 cm de altura. Las plantas jóvenes tienen una fuerte raíz principal que puede convertirse en una corona dura de varias raíces como las plantas maduran. Las hojas de la roseta basal son enteras a profundamente lobuladas y ligeramente pubescentes; las hojas del tallo son pequeñas y sésiles. La ramificación de crecimiento es muy abierto, los tallos son delgados y algo áspero al tacto.
Cada la inflorescencia es un capítulo está cubierto en el exterior por filas de brácteas. Las brácteas de C. debeauxii son intermedias entre sus progenitores  C. nigra y C. jacea. La ornamentación en los apéndices de las brácteas generalmente es de color marrón, triangular-lanceolados, que no recubren por completo las brácteas. No se superponen las brácteas vecinas con el fin de ocultarse completamente (Stace, 2010). La porción central de las brácteas en C. debeauxii es lanceolada (más o menos lados rectos y apenas triangulares). 
Cada florecilla del capítulo puede dar lugar a más de una semilla (Cipsela). Las semillas son ovoides (más amplio en la parte superior que en la parte inferior), de color marrón pálido y pueden tener pequeñas cerdas (vilano)de hasta 1mm de longitud, en su borde superior.